# Île Saint-Paul

TAAF:s flagga

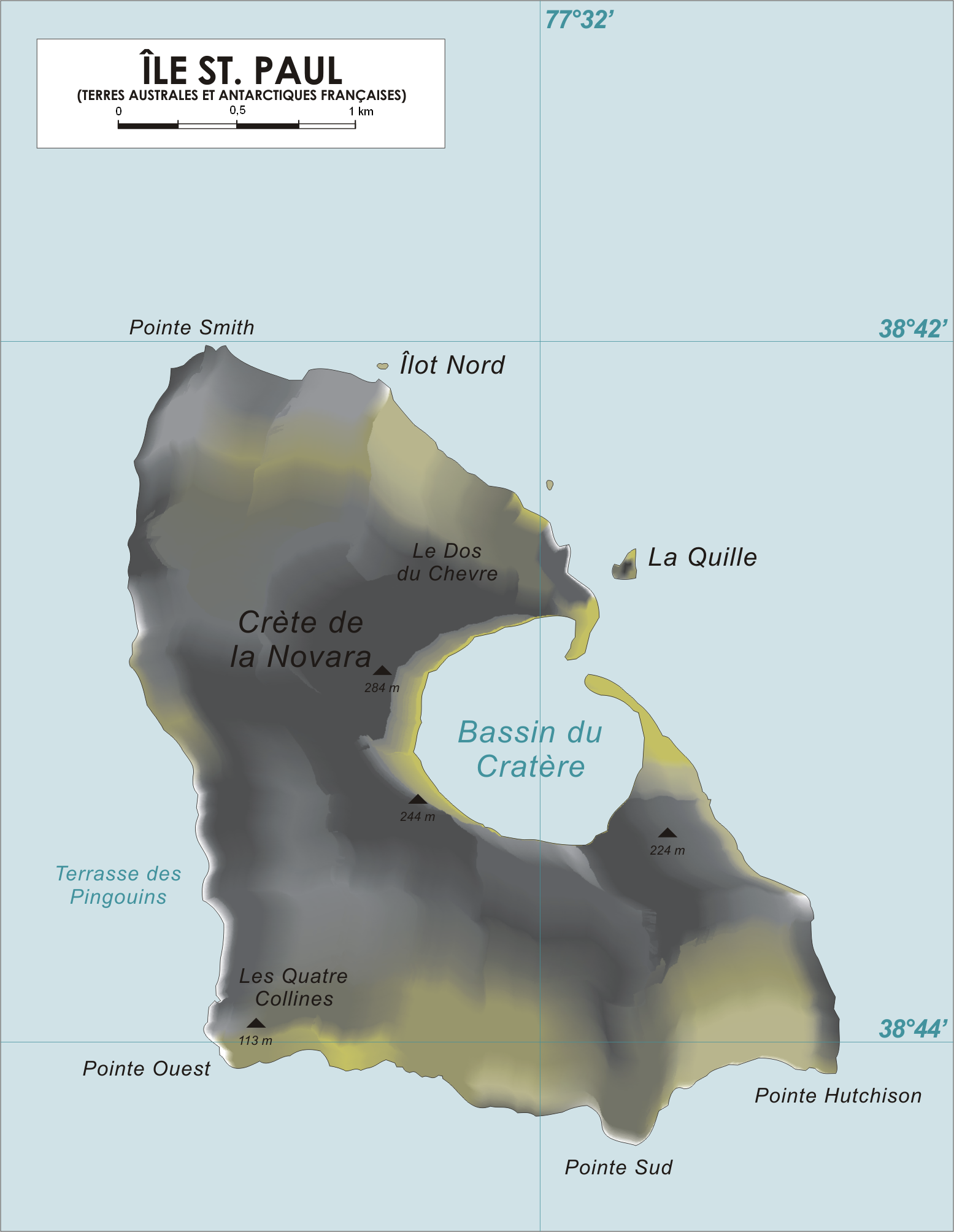
Karta över Saint-Paul.

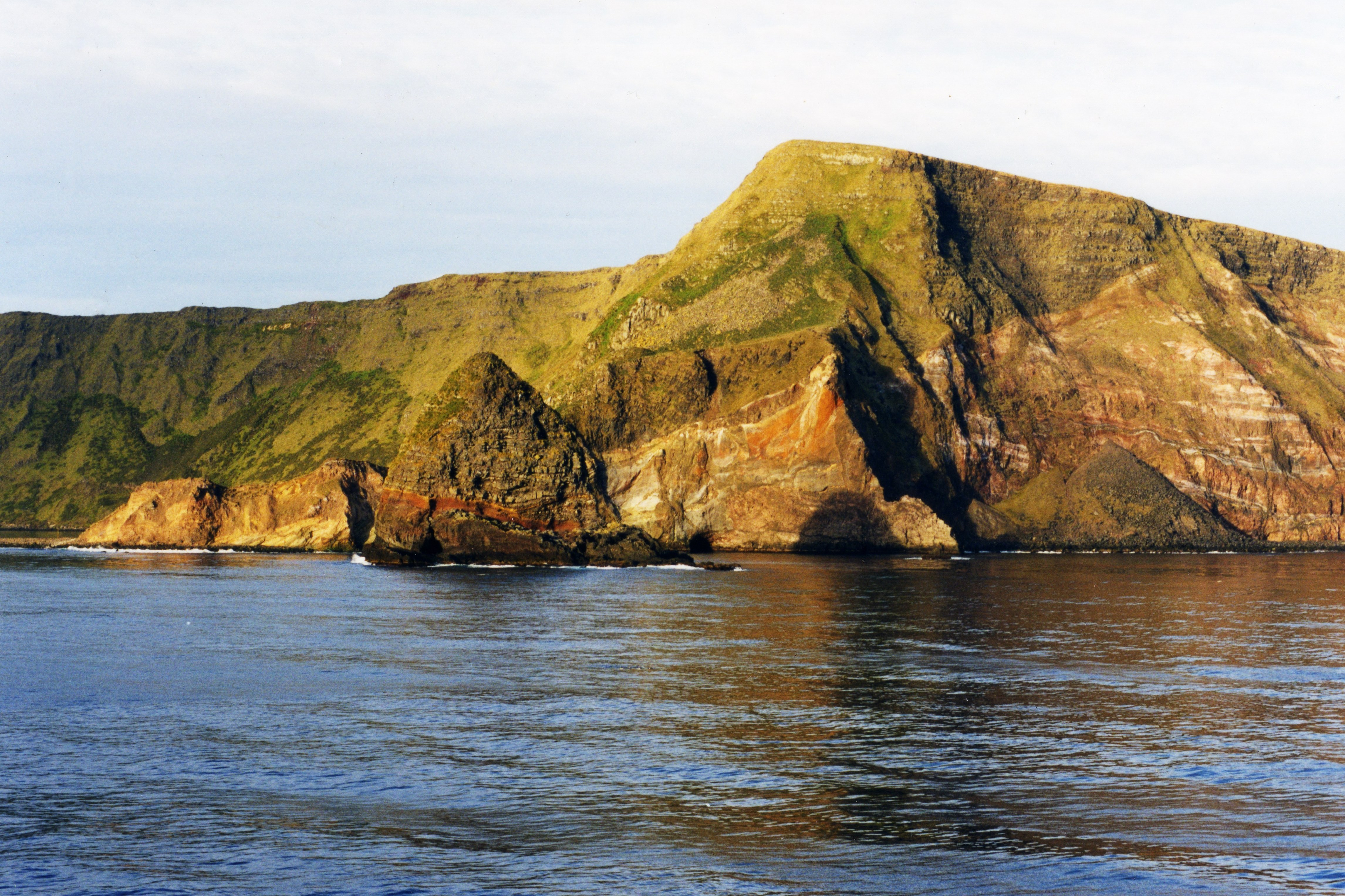
Ön Sankt Paul med klippan Quille i förgrunden.

Île Saint-Paul är ett franskt utomeuropeiskt område (Territoire d'outre-mer), administrativt underställt Franska sydterritorierna (Terres australes et antarctiques françaises, TAAF) och har tillhört Frankrike sedan 28 mars 1792. Administrationen av ön sköts från Réunion som ligger 3 000 km nordväst om Île Saint-Paul. Ön ligger endast cirka 85 km från den större ön Amsterdamön, med den geografiska positionen 38° 46′ 45" S / 77° 31′ 36" Ö. Ön har en areal på 6 km2 och är som bredast 5 km. Det är en viktig häckningsplats för sjöfåglar. Ön är toppen av en aktiv vulkan som hade sitt senaste utbrott 1793. En vetenskaplig forskningshytt på ön används för vetenskapliga eller ekologiska korta undersökningsinsatser, men det finns ingen permanent befolkning på ön. 

## Historia
Île Saint-Paul upptäcktes först 1559 och då av den portugisiska besättningen på karacken São Paulo. Ön siktades för andra gången den 19 april 1618 av kapten Haevik Klaaszoon van Hillegom från Nederländerna. En av de första detaljerade beskrivningarna av ön och den första landstigningen gjorde Willem de Vlamingh i december 1696. 1892 tog den franska slupen Bourdonnais, följt 1893 av skeppet L'Eure, ön Sankt Paul och Amsterdamön i besittning i den franska regeringens namn.
År 1928 byggdes en konservfabrik för skaldjur på ön. Företaget gick i konkurs 1931 och de anställda glömdes bort och de flesta svalt ihjäl, innan de återupptäcktes 1934.
De sägs finnas en stor skatt bestående av judiskt guld och diamanter som tyska sjöofficerare på det tyska fartyget Atlantis gömde där under andra världskriget. Skatten har än idag inte hittats och franska myndigheter har förbjudit utgrävningar efter den.
Den svenska Ostindiefararen Götheborg passerade ön i slutet på april 2006.

## Geografi
Ön är en vulkanö i södra Indiska oceanen och har en area på sex km² (motsvarar ön Ven) och den högsta höjden Crète de la Novara ligger på 265 m.ö.h.. Ön täcks till största delen av ymmig vegetation och ön är rik på fågelliv. Den är obebodd och förvaltas direkt från Frankrike som en del av de Franska sydterritorierna (T.A.A.F.).